# Padtec
A Padtec S.A. é uma empresa multinacional brasileira de tecnologia, especializada no desenvolvimento, fabricação e comercialização de sistemas de comunicações ópticas. Fundada em 1999 como uma cisão do Centro de Pesquisa e Desenvolvimento em Telecomunicações (CPqD), a companhia estabeleceu-se como uma provedora global de soluções de transmissão óptica de alta capacidade, baseadas na tecnologia DWDM (Dense Wavelength Division Multiplexing).
Considerada a maior fabricante de sistemas de transporte óptico da América Latina, a Padtec possui uma forte presença internacional, com equipamentos e soluções implantados em mais de 40 países.
A trajetória da empresa reflete um modelo singular de desenvolvimento tecnológico no Brasil, que combina a herança de um centro de pesquisa de ponta, o fomento de capital de risco e, posteriormente, do mercado de capitais, com uma ambição competitiva no cenário global. Essa estrutura permitiu à Padtec não apenas desenvolver tecnologia nacional para infraestruturas críticas de comunicação, mas também se posicionar como um player relevante em um mercado dominado por gigantes internacionais.

## História
A história da Padtec é marcada por uma evolução estratégica contínua, desde sua fundação como uma aposta em tecnologia nacional até sua consolidação como uma empresa pública com forte atuação internacional. Sua trajetória inclui aquisições estratégicas, reestruturações corporativas e uma adaptação constante às demandas do mercado de telecomunicações.

### Fundação (1999–2001)
A Padtec foi fundada em 1999, com o início de suas operações em agosto de 2001. A empresa nasceu de uma iniciativa estratégica que uniu o capital e a expertise de duas importantes organizações brasileiras: a Fundação CPqD, principal centro de pesquisa em telecomunicações do país, e a Ideiasnet S.A., uma empresa de investimentos (venture capital) focada em projetos de tecnologia e internet.
O contexto de sua criação foi a crescente necessidade do mercado brasileiro por tecnologia nacional para a construção de redes de fibra óptica de alta capacidade. Naquela época, o aumento da demanda por serviços de internet e dados exigia infraestruturas mais robustas, e a Padtec foi criada para preencher essa lacuna, aproveitando o conhecimento acumulado pelo CPqD em comunicações ópticas. A empresa foi pioneira na América Latina na fabricação de sistemas de transmissão baseados na tecnologia WDM (Wavelength Division Multiplexing), capaz de multiplicar a capacidade de transmissão das fibras ópticas existentes.

### Desenvolvimento Tecnológico e Expansão (Anos 2000–2010)
Nos seus primeiros anos, a Padtec demonstrou uma notável agilidade no desenvolvimento de produtos. Em menos de um ano, a empresa incorporou ao seu portfólio equipamentos para transporte de sinais em conformidade com o padrão OTN (Optical Transport Network), sistemas reconfiguráveis de extração e inserção de canais (ROADM), agregadores de tráfego multiprotocolo e soluções de amplificação óptica para ultralongas distâncias.
Para acelerar seu avanço tecnológico e fortalecer sua posição no mercado global, a empresa buscou capital e conhecimento no exterior. Em abril de 2007, recebeu uma rodada de investimento de capital de risco no valor de 9,8 milhões de dólares. Um marco fundamental nesse período foi a aquisição, em fevereiro de 2008, da empresa israelense CivCom, reconhecida como uma das principais fornecedoras mundiais de componentes ópticos críticos para sistemas DWDM. Essa aquisição foi um movimento estratégico para verticalizar sua produção e internalizar conhecimento tecnológico essencial, garantindo maior controle sobre sua cadeia de suprimentos e o desenvolvimento de seus produtos.

### Reestruturação Estratégica e Corporativa (Anos 2010–2020)
A década de 2010 foi um período de profunda transformação estratégica para a Padtec. Após anos focada na verticalização, a empresa iniciou uma reavaliação de seu modelo de negócios. Em 2014, adquiriu uma participação na empresa norte-americana Clariphy, desenvolvedora de componentes para processamento de sinal. No entanto, logo em seguida, a companhia realizou uma reversão estratégica.
Essa mudança de rumo levou à venda da CivCom e da participação na Clariphy em 2016. A decisão refletiu uma nova visão: em vez de controlar toda a cadeia produtiva, o foco passou a ser a integração de sistemas e o fornecimento de soluções completas de alto valor agregado. Essa abordagem permitiu à empresa maior agilidade e a capacidade de liderar projetos complexos, como a implantação de redes de cabos submarinos, onde atua como integradora de tecnologias.
Paralelamente, sua empresa controladora, a Ideiasnet S.A., iniciou em 2015 um processo de simplificação de sua própria estrutura societária. Esse processo culminou em um movimento decisivo em 2020: a Ideiasnet, que já era uma empresa de capital aberto na B3 (com o ticker IDNT3 desde 2000), realizou a incorporação da totalidade das ações da Padtec S.A.. Com a operação, a Padtec S.A. tornou-se uma subsidiária integral, e a Ideiasnet S.A. foi renomeada para Padtec Holding S.A., consolidando a Padtec como seu único e principal ativo.

### Abertura de Capital no Novo Mercado (2021)
O processo de reestruturação corporativa abriu caminho para o passo final de acesso ao mercado de capitais. Em maio de 2021, a Padtec Holding S.A. migrou suas ações, agora negociadas sob o ticker PDTC3, para o Novo Mercado da B3. O Novo Mercado é o segmento que exige os mais altos padrões de governança corporativa da bolsa brasileira, o que representou um selo de transparência e responsabilidade para a empresa e seus investidores.
Este movimento não foi uma Oferta Pública Inicial (IPO) tradicional. Em vez disso, a Padtec utilizou a estrutura de capital aberto já existente de sua holding (a antiga Ideiasnet) para se listar no mercado. A administração da empresa descreveu a migração como um “caminho natural”, reflexo do compromisso de longa data com práticas de governança equivalentes às de empresas listadas, mesmo antes da operação. Essa estratégia demonstrou uma abordagem sofisticada e capitalmente eficiente para obter os benefícios de uma listagem no Novo Mercado sem os custos e o tempo associados a um IPO convencional.
A complexa jornada histórica da Padtec evidencia uma gestão estratégica e adaptativa. A empresa soube alavancar capital de risco, realizar aquisições internacionais para absorver tecnologia, desinvestir para focar em áreas de maior valor agregado e, finalmente, utilizar uma via não tradicional para acessar o mercado de capitais, tudo isso enquanto mantinha sua parceria fundamental de P&D com o CPqD.

## Atuação e Produtos
A Padtec atua no desenvolvimento, fabricação e comercialização de equipamentos e na prestação de serviços para sistemas de comunicação óptica. Seu portfólio é projetado para atender a uma vasta gama de aplicações, desde redes de acesso corporativo e interconexão de data centers (DCI) até redes metropolitanas e de longa distância (long-haul) com capacidade de múltiplos terabits por segundo.

### Principais linhas de produtos e serviços
O portfólio de produtos da Padtec é modular e flexível, permitindo a construção de redes customizadas para diferentes necessidades. A estratégia de produtos da empresa revela um modelo híbrido: enquanto mantém um profundo e contínuo investimento em pesquisa e desenvolvimento (P&D) para suas tecnologias centrais, como transponders e amplificadores, ela adota parcerias estratégicas para expandir sua oferta em mercados adjacentes, como o de switches e roteadores. Essa abordagem pragmática permite focar seus recursos onde possui uma vantagem competitiva clara, ao mesmo tempo que oferece soluções mais completas aos seus clientes.
- Plataformas de Transmissão Óptica: Equipamentos baseados em tecnologia DWDM que compõem o núcleo das redes de alta velocidade. A linha de produtos LightPad da empresa oferece soluções escaláveis para diferentes demandas de tráfego de dados.[8]
- Transponders: Dispositivos que convertem sinais elétricos em sinais ópticos para transmissão em redes DWDM, com capacidades que chegam a 800 Gb/s por canal óptico.
- Amplificadores Ópticos: Utilizados para regenerar o sinal óptico em longas distâncias, garantindo a integridade dos dados sem a necessidade de conversões elétricas.
- Software de Gerência de Rede: Plataformas que permitem o monitoramento, a configuração e a manutenção remota das redes ópticas, garantindo sua performance e confiabilidade.
- Serviços Associados: Além dos produtos, a Padtec oferece um portfólio de serviços que inclui o planejamento de redes, instalação de equipamentos, suporte técnico, operação e manutenção.[9]

## Operações
A estrutura operacional da Padtec é desenhada para sustentar sua liderança tecnológica e sua expansão comercial, com uma base de P&D e fabricação centralizada no Brasil e uma presença comercial descentralizada e focada na América Latina. Este modelo "hub-and-spoke" permite que a empresa desenvolva sua tecnologia de ponta em um ambiente controlado e integrado, enquanto suas equipes comerciais nos mercados-alvo se concentram na adaptação das soluções e no relacionamento próximo com os clientes.

### Sede e Estrutura no Brasil
A sede da Padtec, juntamente com suas principais instalações de pesquisa, desenvolvimento e fabricação, está localizada em Campinas, no estado de São Paulo. A cidade é um dos mais importantes polos de alta tecnologia do Brasil, o que facilita a colaboração com o CPqD e o acesso a mão de obra qualificada. Além da sede, a empresa mantém escritórios comerciais em cidades estratégicas como São Paulo, Rio de Janeiro, Brasília, Curitiba e Fortaleza, para atender às demandas de clientes em todo o território nacional.

### Presença Internacional
A Padtec tem uma forte vocação para o mercado externo, com foco especial na América Latina, região onde possui grande conhecimento das necessidades dos clientes locais. A empresa estabeleceu escritórios comerciais e de suporte técnico em países-chave, incluindo Argentina, Colômbia, México e Peru. Recentemente, a companhia anunciou a abertura de uma subsidiária no México para fortalecer sua presença no país e nos mercados do Caribe.
Sua presença global, no entanto, vai além da América Latina. A empresa já vendeu equipamentos e soluções para mais de 40 países, incluindo os Estados Unidos e mercados na Europa. Essa capilaridade internacional é um pilar fundamental da estratégia de crescimento e diversificação de receitas da companhia.

### Segmentos de Clientes
O perfil de clientes da Padtec é diversificado, abrangendo os principais atores do ecossistema de conectividade. Os segmentos atendidos incluem:
- Grandes Operadoras de Telecomunicações (Telcos): Empresas de grande porte que operam redes nacionais e internacionais.
- Provedores Regionais de Internet (ISPs): Um segmento de grande importância estratégica e crescimento para a Padtec, especialmente no Brasil e na América Latina, onde a empresa oferece soluções e modelos de financiamento adaptados às suas necessidades.
- Carriers of Carriers: Empresas que vendem capacidade de rede no atacado para outras operadoras.
- Empresas de TI, Multimídia e Data Centers: A crescente necessidade de interconexão de alta capacidade entre data centers (DCI) tornou este um mercado vital para as soluções DWDM da Padtec.
- Governo e Utilities: Órgãos governamentais e empresas de serviços públicos (energia, saneamento) que possuem e operam suas próprias redes de fibra óptica.
- Redes de Pesquisa e Educação: Instituições acadêmicas e de pesquisa que demandam redes de altíssimo desempenho para projetos científicos.

## Inovação e Reconhecimento
A inovação é um pilar central da estratégia competitiva da Padtec. A empresa mantém um ciclo contínuo de investimento em pesquisa e desenvolvimento, alavancado por uma parceria histórica com o CPqD e validado por inúmeros prêmios e reconhecimentos do setor. Esse modelo de inovação pode ser entendido como uma parceria público-privada que se tornou autossustentável: o conhecimento gerado em centros de pesquisa é transformado em produtos competitivos globalmente, cujo sucesso comercial financia novos ciclos de P&D colaborativo.

### Pesquisa e Desenvolvimento (P&D)
Desde sua fundação, a Padtec dedica uma parcela significativa de sua receita à P&D, com investimentos que chegaram a atingir 15% do faturamento em determinados períodos. Essa aposta em tecnologia própria é o que permite à empresa competir em um mercado de alta complexidade.
A colaboração com o CPqD é a espinha dorsal desse esforço. O CPqD não é apenas um dos fundadores e um acionista relevante da Padtec, mas também um parceiro tecnológico constante. Juntos, desenvolvem projetos para as novas gerações de tecnologias ópticas. Muitos desses projetos são fomentados no âmbito da Empresa Brasileira de Pesquisa e Inovação Industrial (EMBRAPII), uma organização que co-financia projetos de inovação entre instituições de pesquisa credenciadas (como o CPqD) e o setor industrial. Essa estrutura formaliza e fortalece o ecossistema de inovação nacional, permitindo o desenvolvimento de tecnologias de ponta, como amplificadores ópticos de última geração (EDFA, Raman, ROPA) e sistemas WDM de alta capacidade.
Mais recentemente, a Padtec expandiu seu foco de P&D para áreas emergentes como Open RAN (Open Radio Access Networks), novamente em parceria com o CPqD, demonstrando sua capacidade de se adaptar às novas tendências do setor de telecomunicações.

### Prêmios e Reconhecimentos no Setor
A capacidade de inovação e o desempenho de mercado da Padtec foram consistentemente reconhecidos por prêmios do setor, que servem como uma validação externa de sua estratégia e execução. Entre os mais notáveis, destacam-se:
- Prêmio Anuário Tele.Síntese de Inovação em Comunicações: A Padtec foi laureada em múltiplas edições. Em 2016[19], recebeu o prêmio em duas categorias: "Destaque de Tecnologia Nacional" e "Fornecedores de Produtos de Comunicações", este último pelo desenvolvimento do seu Repetidor Óptico Submarino, um projeto de alta complexidade tecnológica que resultou em contratos com gigantes como o Google. Em 2019, a empresa foi novamente premiada por seu inovador amplificador óptico ROPA, projetado para transmissões em distâncias ultralongas.[20]
- Prêmio Anuário Telecom: Além da inovação tecnológica, o desempenho financeiro da empresa também foi reconhecido. Em 2022, a Padtec recebeu o prêmio por ter sido a 10ª empresa de telecomunicações que mais cresceu em 2021. Nesse mesmo ano, a companhia alcançou a 42ª posição no ranking das 100 maiores empresas do setor no Brasil, uma melhora significativa em relação ao ano anterior. Esses prêmios atestam não apenas a excelência técnica dos produtos, mas também a sustentabilidade e o sucesso de seu modelo de negócios.[21]